# Песочниця
Песо́чниця (болг. Песочница) — село в Монтанській області Болгарії. Входить до складу общини Берковиця.

## Населення
За даними перепису населення 2011 року у селі проживали 29 осіб, з них 28 осіб (96,6%) — болгари.
Розподіл населення за віком у 2011 році:
Динаміка населення: